# Tšuomasvarri
Tšuomasvarri är en kulle i Finland. Den ligger i Utsjoki kommun i landskapet Lappland, i den norra delen av landet, 1 100 km norr om huvudstaden Helsingfors. Toppen på Tšuomasvarri är 435 meter över havet.
Terrängen runt Tšuomasvarri är huvudsakligen platt, men västerut är den kuperad. Tšuomasvarri är den högsta punkten i trakten. Trakten runt Tšuomasvarri är nära nog obefolkad, med mindre än två invånare per kvadratkilometer. Det finns inga samhällen i närheten. Omgivningarna runt Tšuomasvarri är i huvudsak ett öppet busklandskap.